# ألي لايت
ألي لايت (بالإنجليزية: Allie Light)‏ هي مونتيرة ومنتجة أفلام ومخرجة أمريكية، ولدت في القرن العشرين.

## وصلات خارجية
- ألي لايت على موقع IMDb (الإنجليزية)
- ألي لايت على موقع ألو سيني (الفرنسية)
- ألي لايت على موقع أول موفي (الإنجليزية)
- ألي لايت على موقع قاعدة بيانات الأفلام السويدية (السويدية)
- ألي لايت على موقع قاعدة بيانات الفيلم (الإنجليزية)
- ألي لايت على موقع كينوبويسك (الروسية)